# 藤田勝久
藤田勝久（1950年—），日本山口縣出生。中國歷史學者、考古學者、愛媛大學教授。

## 經歷[2]
1978年，京都府立大學文學部畢業。
1985年，進入於大阪市立大學就學，同年進入愛媛大學共同科擔任講師一職。
1997年，升等正教授。
1998年，以《史記戦国史料の研究》一文取得大阪市立大學博士學位。
1999年，出任日本「 中国出土資料学会 」理事。
2009年，日本「 日本秦漢史学会 」副會長。
2009年，日本「中国水利史研究会」會長。

## 著作[2]

### 中文譯作
- 曹峰、廣瀨薰雄譯，《史記．戰國史料的研究》，上海古籍出版社，2008年。ISBN 9787532548279

### 日文書
- 《史記戦国史料の研究》, 東京大学出版会, 一九九七・A5, 五〇七頁。
- 《司馬遷とその時代》，東京大學出版社，2001年。ISBN 978-4130130387
- 《司馬遷の旅 『史記』の古跡をたどる》，中公新書，2003年。ISBN 978-4121017208
- 《中国古代国家と郡県社会》，汲古書院，2005年。ISBN 978-4762925610
- 《項羽と劉邦の時代 秦漢帝国興亡史》，講談社選書メチエ，2006年。ISBN 978-4062583701
- 《中国古代国家と社会システム 長江流域出土資料の研究》，汲古書院，2009年。ISBN 978-4762925849
- 《史記戦国列伝の研究》，汲古書院，2011年。ISBN 978-4762928888
- 《史記秦漢史の研究》，汲古書院，2015年。ISBN 978-4762960246

## 外部連結
- 愛媛大學 （页面存档备份，存于）